# Palazzo delle Poste (Lussemburgo)
Il Palazzo delle Poste di Lussemburgo (in francese Hôtel des Postes de Luxembourg, in lussemburghese Postgebai Stad Lëtzebuerg) è uno storico edificio della città di Lussemburgo.

## Storia
L'edificio, progettato dall'architetto lussemburghese Sosthène Weis, venne costruito tra il 1908 e il 1910.
Il palazzo è stato vacato dalle poste nel 2017, in seguito trasferitesi in una nuova sede nelle vicinanze della stazione.

## Descrizione
L'edificio, situato nel centro di Lussemburgo, presenta uno stile neorinascimentale. Le facciate sono in pietra arenaria.

## Galleria d'immagini

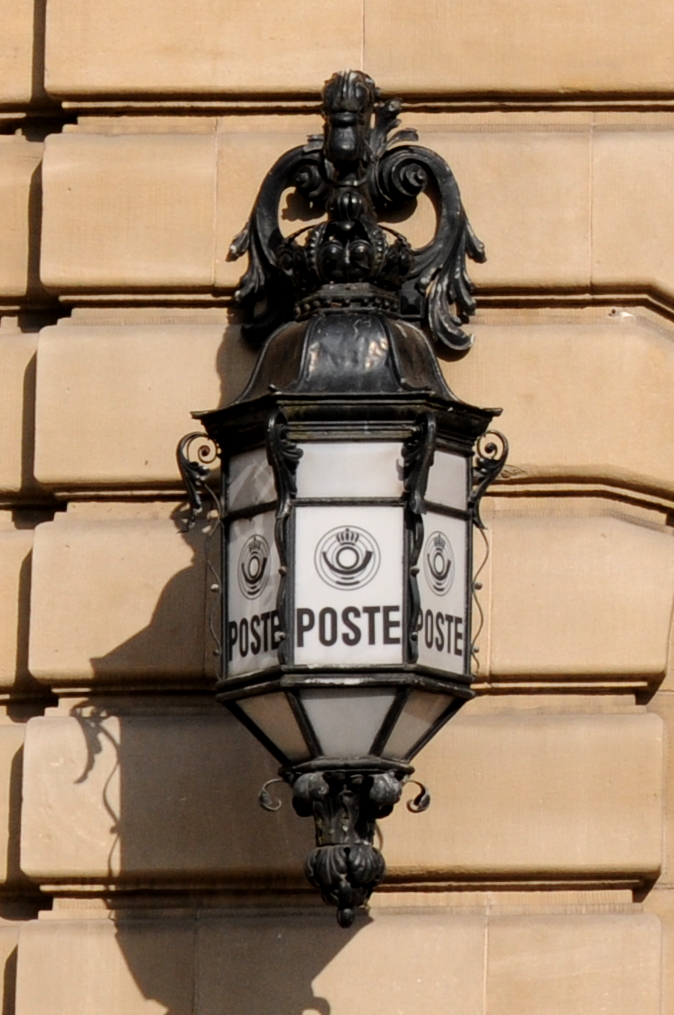
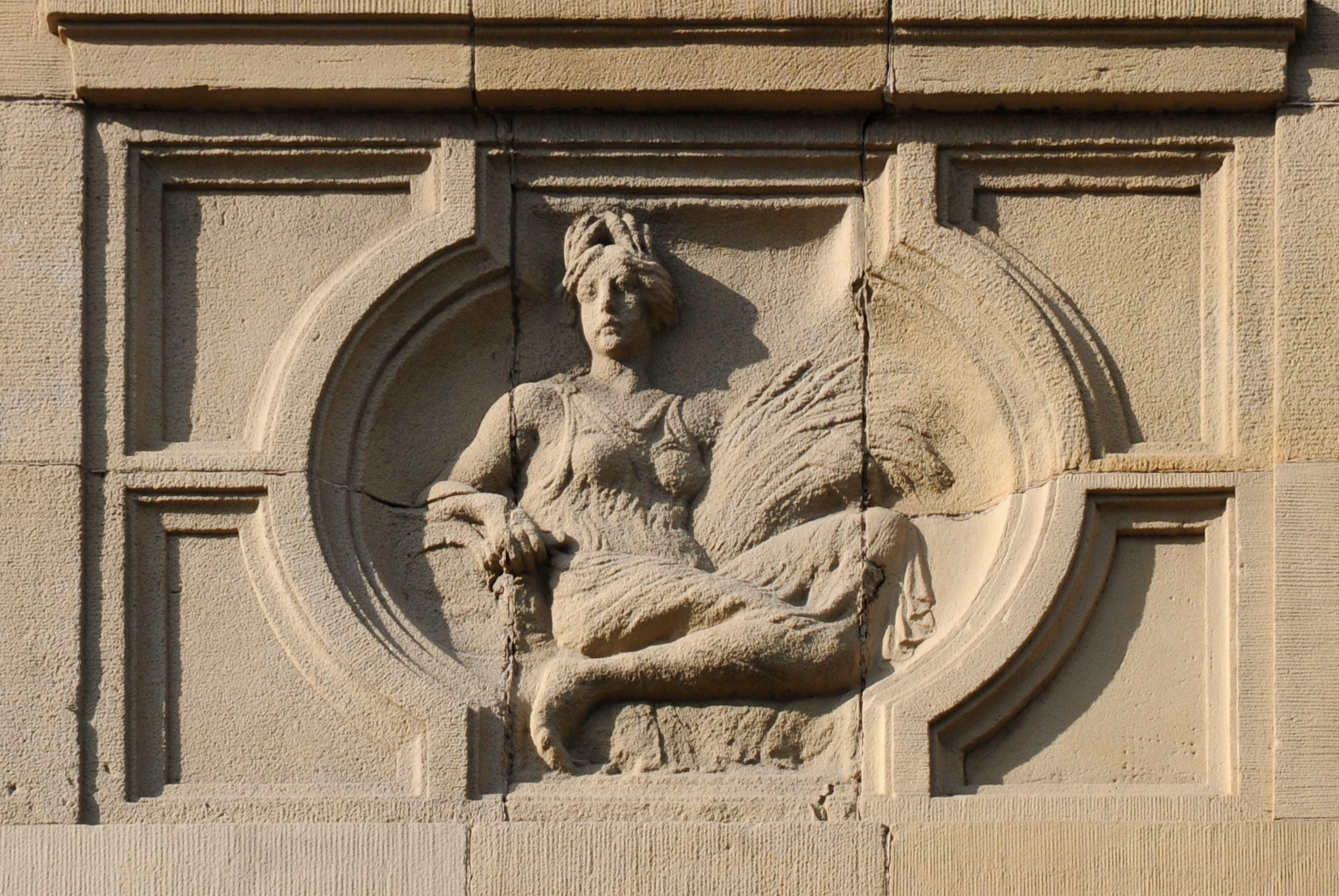
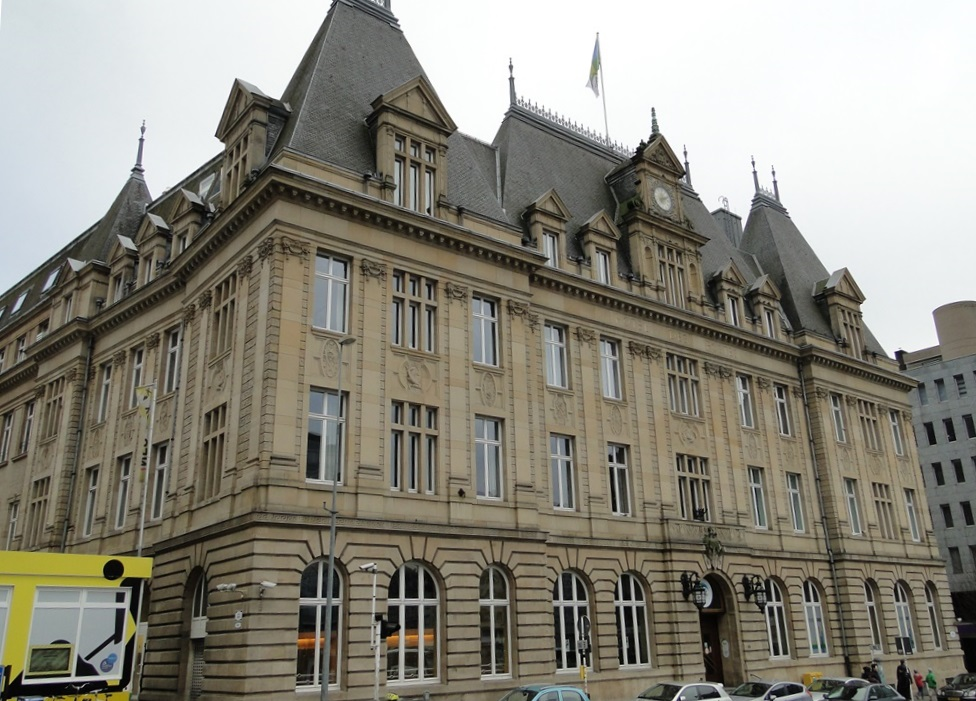